# کیرشبرگ ام واگرام
کیرشبرگ ام واگرام (به آلمانی: Kirchberg am Wagram) یک منطقهٔ مسکونی در اتریش است که در ناحیه تولن واقع شده‌است. کیرشبرگ ام واگرام ۶۰٫۲۶ کیلومتر مربع مساحت دارد ۲۲۴ متر بالاتر از سطح دریا واقع شده‌است.